# Icius brunelli
Icius brunelli är en spindelart som beskrevs av Lodovico di Caporiacco 1940. Icius brunelli ingår i släktet Icius och familjen hoppspindlar. Inga underarter finns listade i Catalogue of Life.